# Lecidea consimilis
Lecidea consimilis är en lavart som beskrevs av William Nylander. 
Lecidea consimilis ingår i släktet Lecidea och familjen Lecideaceae. Arten har ej påträffats i Sverige.